# Mystic Siva
Mystic Siva war eine vierköpfige Psychedelic-Rock-Band, die in Detroit beheimatet war und 1967 gegründet wurde. Ihr 1970 erschienenes einziges Album mit elf Stücken gilt als ein beispielhaftes für die US-amerikanische Szene dieser Jahre. Bandmitglieder waren Al Tozzi (Gitarre), Dave Mascarin (Schlagzeug, Gesang), Marc Heckert (Orgel, Gesang) und Art Thienel (Bass, Gesang). 2002 veröffentlichte das deutsche Label „World in Sound“ das Album Under the Influence mit zuvor unveröffentlichten Live-Aufnahmen der Band aus der Zeit vor Erscheinen des 1970er Albums.